# Partus sequitur ventrem

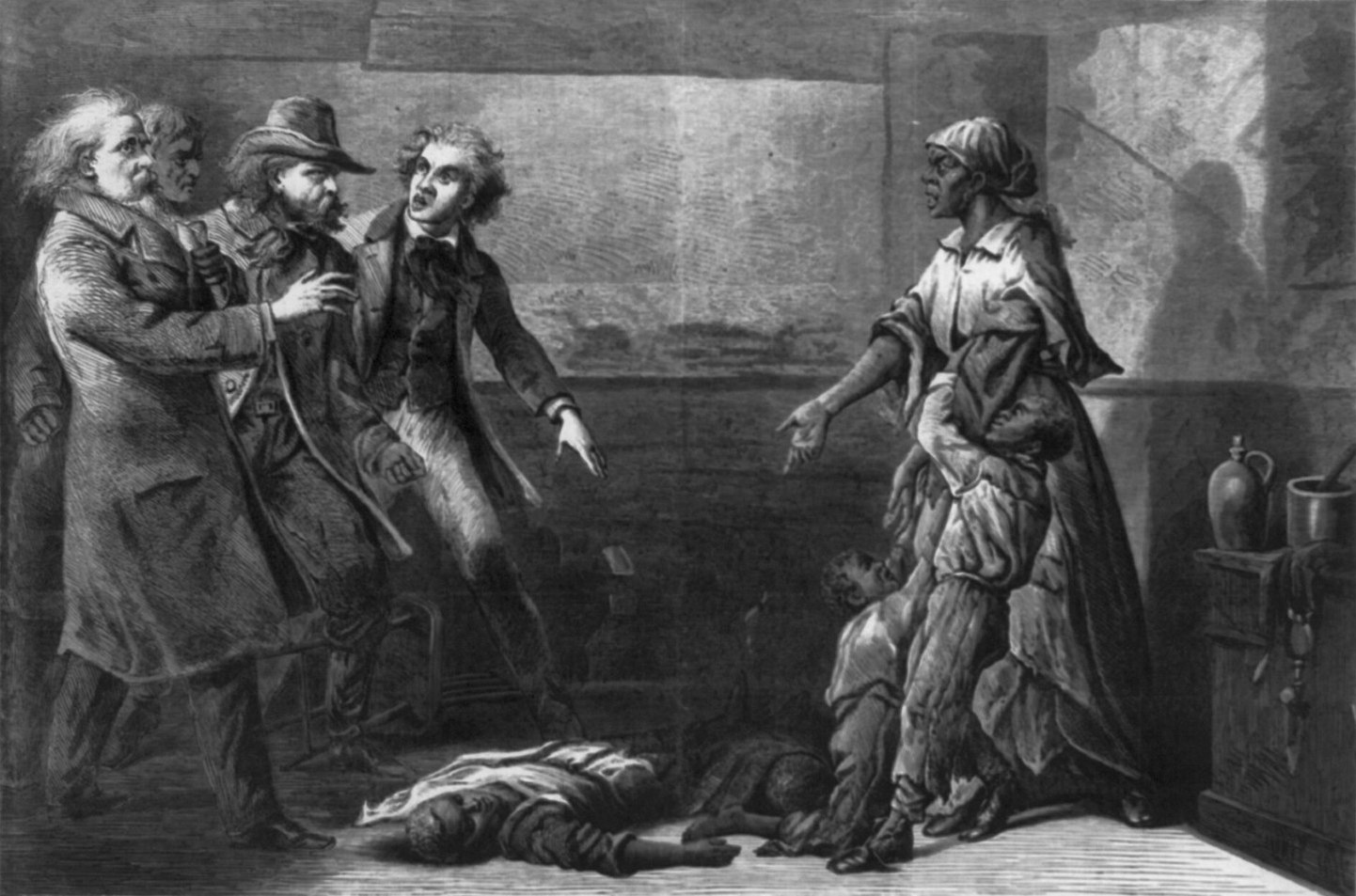
The Modern Medea (1867), ilustración de Margaret Garner, esclava afroamericana fugada que en 1856 mató a su hija para asegurarse de que no fuera devuelta a la esclavitud.

Partus sequitur ventrem (L. "Lo que nace sigue al vientre"; también partus) fue una doctrina legal aprobada en la Virginia colonial en 1662 y en otras colonias de la Corona inglesa en América que definía el estatus legal de los niños nacidos allí; la doctrina ordenaba que todos los niños heredaran el estatus legal de sus madres. Por lo tanto, los hijos de las mujeres esclavizadas nacerían en la esclavitud. La doctrina legal de partus sequitur ventrem se derivaba del derecho civil romano, concretamente de las partes relativas a la esclavitud y a la propiedad personal.  Otras culturas del Viejo Mundo también esclavizaban a los hijos de las esclavas. En el Egipto musulmán del s. IX, la mayoría de los esclavos lo eran por nacimiento.; Corea en 1036 aprobó legislación que hacía esclavos de los hijos de las esclavas.
No se trata de una importación a América puesto que entre los indígenas de América antes del Descubrimiento ya se practicaba entre muchas de las tribus la esclavitud de los niños nacidos a las esclavas.
El efecto más significativo de la doctrina fue esclavizar a todos los niños nacidos de mujeres esclavizadas.  En Nueva España se empleaba el mismo principio durante el la primera mitad del s. XVII, precediendo, así, a Virginia por al menos medio siglo: la mayoría de los hijos de esclavas nacían en Méjico esclavos. Partus sequitur ventrem pronto se extendió desde la colonia de Virginia a la totalidad de las Trece Colonias. Como función de la economía política de la esclavitud en la América colonial, el legalismo del partus sequitur ventrem eximía al padre biológico de la relación con los hijos que engendraba con las mujeres esclavizadas, y otorgaba todos los derechos sobre los hijos al propietario de los esclavos. La negación de la paternidad a los niños esclavizados aseguraba el derecho de los esclavistas a beneficiarse de la explotación del trabajo de los niños engendrados, criados y nacidos en la esclavitud. La doctrina también implicaba que los niños mestizos de madres blancas nacían libres. Las primeras generaciones de Negros Libres en el Sur de Estados Unidos se formaron a partir de uniones entre mujeres libres de clase trabajadora, generalmente mestizas, y hombres negros.
Doctrinas jurídicas similares, también derivadas del derecho civil, funcionaron en todas las diversas colonias europeas de América y África que fueron establecidas por los españoles, portugueses, franceses u holandeses.

## Historia

### Antecedentes
En 1619 un grupo de "veintitantos" negros fue desembarcado en la Colonia de Virginia, marcando el inicio de la importación de africanos en las colonias de Inglaterra en la América del Norte continental. Habían sido capturados por un traficante de esclavos portugués, que había iniciado el comercio de esclavos en el Atlántico un siglo antes. Durante la época colonial, la administración colonial inglesa se esforzó por determinar el estatus de los niños nacidos en las colonias, cuando sus nacimientos eran producto de la unión entre un súbdito inglés y un "extranjero", o totalmente entre extranjeros. El derecho consuetudinario inglés establecía que el lugar o estatus legal de los hijos de un súbdito inglés se basaba en el de su padre como cabeza de familia, conocido como pater familias. El derecho consuetudinario estipulaba que los hombres estaban legalmente obligados a reconocer a sus hijos bastardos, además de los legales, y a darles comida y alojamiento, mientras que también tenían derecho a poner a sus hijos a trabajar o a contratarlos quedándose con sus ganancias, o a organizar un aprendizaje o un contrato de trabajo para que pudieran convertirse en adultos autosuficientes. El trabajo infantil era un beneficio crítico tanto para la familia encabezada por un padre en Inglaterra, como para el desarrollo de las colonias inglesas - el niño era como una propiedad para el padre, o para aquellos que ocupaban el lugar del padre, pero una vez alcanzada la mayoría de edad quedaba eximido de tal condición.
En lo que respecta al patrimonio personal (chattels), el derecho consuetudinario establecía que los beneficios y la ganancia generados por este (ganado, bienes muebles) correspondían al propietario del patrimonio. A partir de la colonia real de Virginia, en 1662, los gobiernos coloniales incorporaron a la ley la doctrina legal del partus sequitur ventrem, dictaminando que los hijos nacidos en las colonias ocupaban el lugar o la condición de sus madres; por tanto, los hijos de madres esclavizadas nacían en la esclavitud como patrimonio personal del propietario, independientemente de la condición de sus padres. La doctrina existía en el common law inglés (que coincidía con el derecho civil en cuestiones como el ganado), pero en Inglaterra la doctrina partus sequitur ventrem no convertía en bienes muebles a los súbditos ingleses.
En 1656 la mujer mestiza Elizabeth Key Grinstead, entonces clasificada ilegalmente como esclava, ganó su demanda de libertad y el reconocimiento legal como mujer libre de color en la Virginia colonial. El éxito de la demanda de Key se basó en las circunstancias de su nacimiento: su padre inglés era miembro de la Cámara de Burgueses; había reconocido su paternidad con respecto a Elizabeth, la cual había sido bautizada como cristiana en la Iglesia de Inglaterra; y, antes de su muerte, había dispuesto una tutela para ella a modo de servidumbre hasta su mayoría de edad. Cuando el hombre con el que Key estaba en régimen de servidumbre regresó a Inglaterra, vendió su contrato de servidumbre a un segundo hombre. Este último prolongó la servidumbre de Key más allá del plazo original del contrato. A la muerte del segundo propietario de su contrato de servidumbre, su herencia clasificó a Elizabeth Key y a su hijo mestizo (que también tenía un padre blanco, William Grinstead), como "esclavos negros" que eran propiedad personal del difunto. Elizabeth, con William actuando como su abogado, demandó a la sucesión por su estatus, alegando que era una sirvienta contratada que había servido más allá de su plazo y que su hijo era, por tanto, nacido libre. El Tribunal General de Virginia acabó aceptando la demanda, aunque anuló la decisión tras una apelación de la sucesión. Elizabeth llevó el caso a la Asamblea General de Virginia, que aceptó sus argumentos.

Según la académica Taunya Lovell Banks,
los hijos de padres ingleses nacidos fuera del país se convertían en súbditos ingleses al nacer, otros podían convertirse en "súbditos naturalizados" (aunque en ese momento no existía ningún proceso en las colonias). Lo que no estaba resuelto era el estatus de los hijos si sólo uno de los padres era súbdito inglés, ya que los extranjeros (incluidos los africanos) no eran considerados súbditos. Como a los no blancos se les negaban los derechos civiles por ser extranjeros, los mestizos que buscaban la libertad a menudo tenían que hacer hincapié en su ascendencia inglesa (y más tarde, europea).
Como resultado directo de las demandas de libertad como las presentadas por Elizabeth, la Cámara de los Burgueses de Virginia aprobó la doctrina legal de partus sequitur ventrem, señalando que "han surgido dudas sobre si los hijos obtenidos por un inglés con una mujer negra deben ser esclavos o libres".
Después de la Revolución Americana, la legislación sobre la esclavitud en Estados Unidos siguió manteniendo esas distinciones. Virginia estableció una ley según la cual nadie podía ser esclavo en el estado más que los que tenían esa condición el 17 de octubre de 1785 "y los descendientes de las hembras de éstos". Kentucky adoptó esta ley en 1798; Misisipi aprobó una ley similar en 1822, utilizando la frase sobre las hembras y sus descendientes; al igual que Florida en 1828. Luisiana, cuyo sistema legal se basaba en el derecho civil (siguiendo su pasado colonial francés), en 1825 añadió este lenguaje a su código "Los hijos nacidos de una madre entonces en estado de esclavitud, casados o no, siguen la condición de su madre". Otros estados adoptaron esta "norma" mediante sentencias judiciales. En resumen, la doctrina legal del partus sequitur ventrem funcionó económicamente para proporcionar un suministro constante de esclavos.

### Esclavos mestizos
En el siglo XVIII, la población esclava colonial incluía niños mestizos de ascendencia blanca, como mulatos (medio negros), cuarterones (un cuarto negros) y octorones. Eran engendrados por plantadores blancos, capataces y otros hombres con poder, con mujeres esclavizadas, que a veces también eran mestizas.
Numerosos esclavos mestizos vivían en familias estables en la plantación de Monticello de Thomas Jefferson. En 1773 su esposa, Martha Wayles, heredó más de cien esclavos de su padre John Wayles. Entre ellos se encontraban los seis hijos mestizos (tres cuartas partes blancos) que engendró con su concubina Betty Hemings, una mulata nacida de un inglés y una mujer africana (negra) esclavizada. Entre los medio hermanos y hermanastros de Martha Wayles, 75% blancos, se encontraba la mucho más joven Sally Hemings. Más tarde, el viudo Jefferson tomó a Sally Hemings como concubina y, a lo largo de 38 años, tuvo con ella seis hijos mestizos, nacidos en la esclavitud. Tenían siete octavos de ascendencia blanca. Cuatro sobrevivieron hasta la edad adulta.

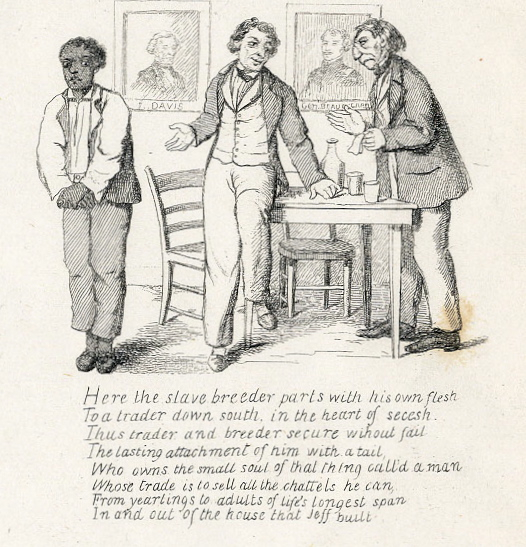
Partus sequitur ventrem: Un esclavista vende a su hijo mulato como esclavo. (The House that Jeff Built, David Claypoole Johnston, 1863)

Según la ley de Virginia, los hijos de Jefferson-Hemings, siete octavos europeos, habrían sido considerados legalmente blancos si fueran libres. Jefferson permitió que los dos mayores se "escaparan", y liberó a los dos menores en su testamento. De adultos, tres de los hijos de Jefferson-Hemings pasaron a la sociedad blanca: Beverly (varón) y Harriet Hemings en la zona de Washington D. C., y Eston Hemings Jefferson en Wisconsin. Éste se había casado con una mujer mestiza en Virginia, y los hijos de ambos sirvieron como soldados regulares de la Unión. El mayor alcanzó el rango de coronel.
Los historiadores habían descartado durante mucho tiempo los rumores de que Jefferson tuviera esta relación. Pero en 1998, una prueba de ADN-Y confirmó que un descendiente masculino contemporáneo de Sally Hemings (a través de los descendientes de Eston Heming) era descendiente directo y genético de la línea masculina de los Jefferson. Está documentado que Thomas Jefferson estuvo en Monticello cada vez que Hemings concibió, y el peso de la evidencia histórica favorece su paternidad.

## Comunidades mestizas en el Sur profundo
En las ciudades coloniales del Golfo de México, Nueva Orleans, Savannah y Charleston, surgieron los criollos como clase social de personas de color libres y educadas, descendientes de padres blancos y mujeres negras o mestizas esclavizadas. Como clase, se casaban entre sí, a veces recibían educación formal y poseían propiedades, incluso esclavos. Además, en el Alto Sur (Upper South, región estadounidense que agrupa los estados de Virginia, Virginia Occidental, Kentucky, Carolina del Norte, Tennessee, Arkansas, y en menor medida Delaware, el Distrito de Columbia y Maryland), algunos esclavistas liberaron a sus esclavos después de la Revolución mediante la manumisión. La población de hombres y mujeres negros libres pasó de menos del 1% en 1780 a más del 10% en 1810, cuando el 7,2% de la población de Virginia eran negros libres, y el 75% de la población negra de Delaware era libre.

Con respecto a la hipocresía sexual relacionada con los blancos y su abuso sexual de las mujeres esclavizadas, la diarista Mary Boykin Chesnut dijo
Esto es lo único que veo: como los patriarcas de antaño, nuestros hombres viven todos en una casa con sus esposas y sus concubinas, los mulatos que uno ve en cada familia se parecen exactamente a los niños blancos - cada señora te dice quién es el padre de todos los niños mulatos en la casa de cada uno, pero acerca de aquellos [niños mulatos] en su propia [casa], ella parece pensar que caen de las nubes o pretende pensar así...
Asimismo, en el Journal of a Residence on a Georgia Plantation in 1838-1839 (1863), Fanny Kemble, la esposa inglesa de un plantador estadounidense, señaló la inmoralidad de los propietarios de esclavos blancos que mantenían a sus hijos mestizos como esclavos.
Pero algunos padres blancos establecieron matrimonios de derecho común con mujeres esclavizadas. Manumitieron a la mujer y a los hijos, o a veces les transfirieron propiedades, organizaron el aprendizaje y la educación, y se reasentaron en el Norte. Algunos padres blancos pagaron la educación superior de sus hijos mestizos en universidades daltónicas, como el Oberlin College. En 1860, en Ohio, en la Universidad Wilberforce (fundada en 1855), propiedad de la Iglesia Metodista Episcopal Africana y gestionada por ella, la mayoría de los doscientos estudiantes suscritos eran mestizos, hijos naturales de los hombres blancos que pagaban su matrícula.